# Робърт Мерифийлд
 Робърт Брус Мерифийлд (на английски: Robert Bruce Merrifield) е американски биохимик, лауреат на Нобелова награда за химия от 1984 г. за изобретяването на пептидния синтез в твърда фаза.

## Ранен живот и образование
Робърт Мерифийлд е роден на 15 юли 1921 г. във Форт Уърт, Тексас. Той е единствено дете на Джордж и Лорийн Мерифийлд. През 1923 г. семейството се премества в Калифорния, където Робърт посещава девет основни училища и две средни училища. Завършва средното си образование през 1939 г. По това време той вече развива интереса си както към химията, така и към астрономията.
След две години в колеж, той се премества в Калифорнийския университет, Лос Анджелис. След като завършва химия там, той работи за изследователска фондация, занимаваща се с животни, и помага с експериментите с диети със синтетични аминокиселини. В хода на един от тях е установено за пръв път, че някои аминокиселини трябва да присъстват едновременно, за да настъпи растеж у индивида.
След това се завръща в химическия департамент към Калифорнийския университет, където разработва микробиологични методи за количественото определяне на пиримидините. През 1949 г. заминава за Ню Йорк, където се занимава с медицински изследвания за Рокфелеровия университет.

## Научна дейност
В Рокфелеровия университет Мерифийлд работи като асистент, изследвайки динуклеотиден фактор на растежа и пептидните фактори на растежа. Тези изследвания водят до нуждата от пептиден синтез и, в крайна сметка, до пептиден синтез в твърда фаза през 1959 г. През 1963 г. той описва откритието си в статия за научното списание Journal of the American Chemical Society. Статията впоследствие става петият най-цитиран труд в историята на списанието.
През 1960-те години лабораторията на Мерифийлд за пръв път синтезира брадикинин, ангиотестин, дезамино-окситоцин и инсулин. През 1969 г. той, заедно със свой колега, обявява първия синтез на ензима рибонуклеаза А. Работата му доказва химичната природа на ензимите.
Методът на Мерифийлд силно стимулира прогреса в областта на биохимията, фармакологията и медицината, позволявайки систематичното изследване на структурната основа на различни ензими, хормони и антитела. Развитието и приложението на техниката продължава да занимава лабораторията му, където той остава дълги години. През 1993 г. публикува автобиография.

## Личен живот
През 1949 г.се жени за Елизабет Фърлонг, от която има шест деца. Самата тя, бидейки биолог, по-късно се присъединява към лабораторията на Мерифийлд в Рокфелеровия университет, където работи над 23 години.
След дълго боледуване Робърт Мерифийлд умира на 14 май 2006 г. на 84-годишна възраст в дома си в Крескил, Ню Джърси.